# Castel Eichbüchl
Castel Eichbüchl (Schloss Eichbüchl in tedesco) si trova a Eichbüchl, frazione del comune austriaco Katzelsdorf nel Distretto di Wiener Neustadt-Land, in Bassa Austria e risale al XIV o al XVI secolo.

## Storia
Le fonti storiche sulla data di fondazione del castello non sono concordi e il periodo oscilla tra la prima metà del XIV secolo e la seconda metà del XVI secolo. Sembra verosimile comunque che un primo edificio difensivo fosse già presente durante l'invasione turca del 1529 e che in quest'occasione sia stato distrutto quindi ricostruito su un sito leggermente spostato. Nel 1566 la sua esistenza è documentata e risulta che vi risiedesse Hans Hohenkircher, che morì a Eichbüchl nel 1571. La sua vedova sposò Friedrich von Sinzendorf nel 1580. All'inizio del XVII secolo i proprietari furono i baroni di Teufel ai quali subentrarono dal 1657 al 1818 i conti di Hoyos. Seguirono anni di lento degrado sino a quando, nel 1868, Quirin Ritter von Leitner acquistò l'edificio e ne iniziò il restauro proseguito col successore nella proprietà, Friedrich Freiherr von Waldbott-Bassenheim. All'inizio del XX secolo il nuovo proprietario fu un importatore di seta cinese fece ridisegnare completamente il castello nello stile di un pasticcere. Durante la seconda guerra mondiale fu oggetto di saccheggi e venne parzialmente demolito e nel secondo dopoguerra ebbe molti diversi proprietari sino a quando, nel 1997, Dietmar Machold ha acquisito l'edificio che da quel momento è stato aperto al pubblico per concerti ed eventi culturali.

### Presenza ebraica
Sino alla fine degli anni venti del XX secolo la storia del castello è stata legata alla presenza di imprenditori e proprietari terrieri ebrei che avevano fattorie con cavalli, caseifici e tenute agricole. Nella tenuta una fattoria con cavalli da trotto apparteneva alla famiglia di industriali ebrei Trebitsch, noti non solo per l'industriale Leopold Trebitsch ma anche per Siegfried Trebitsche e lo scrittore e filosofo Arthur Trebitsch, noto per sue teorie razziali.

## Descrizione
Il castello di Eichbüchl è un edificio storico di Eichbüchl nel comune di Katzelsdorf ed è spesso indicato come il luogo di nascita della Repubblica d'Austria.